# Cancer (Gattung)

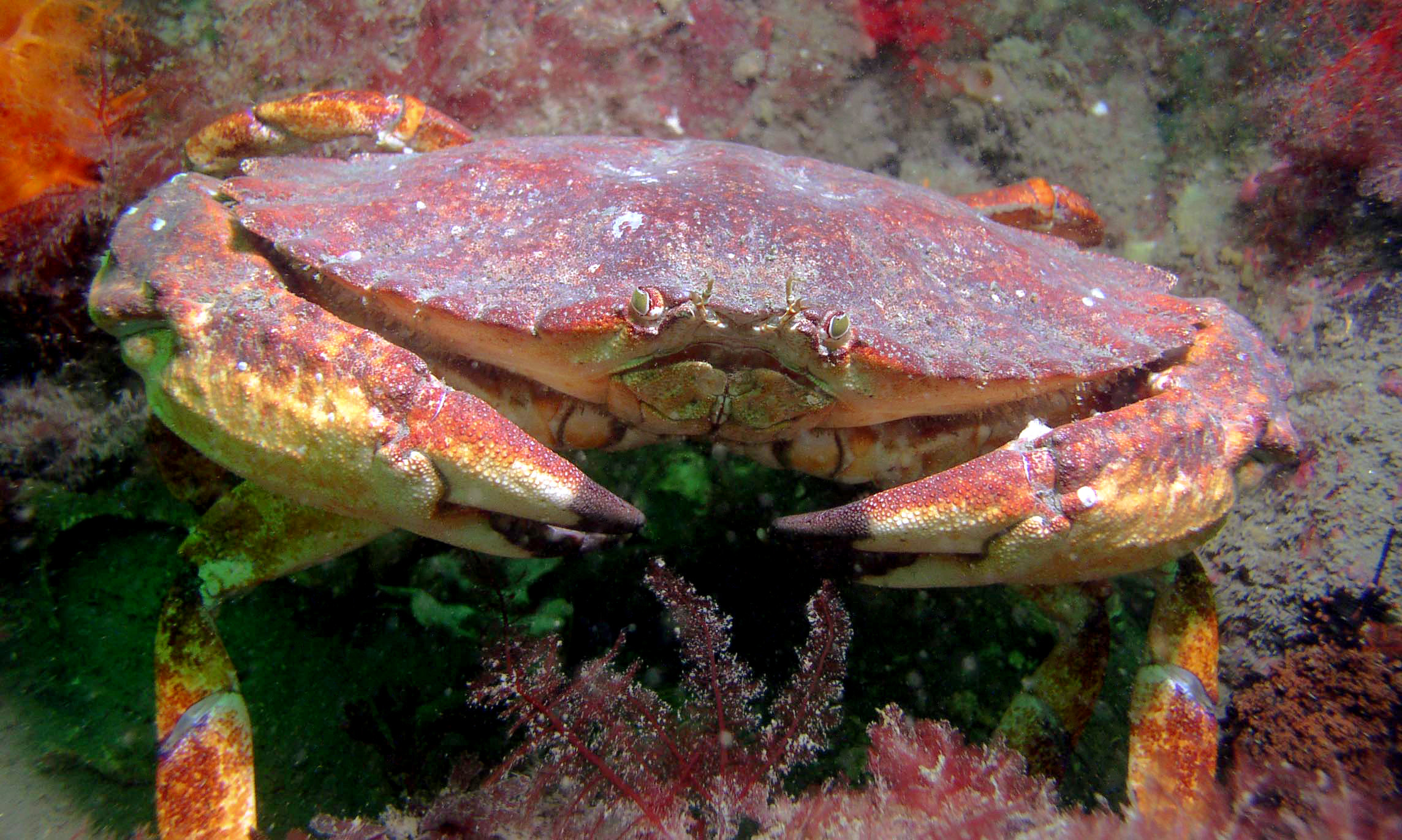
Cancer productus

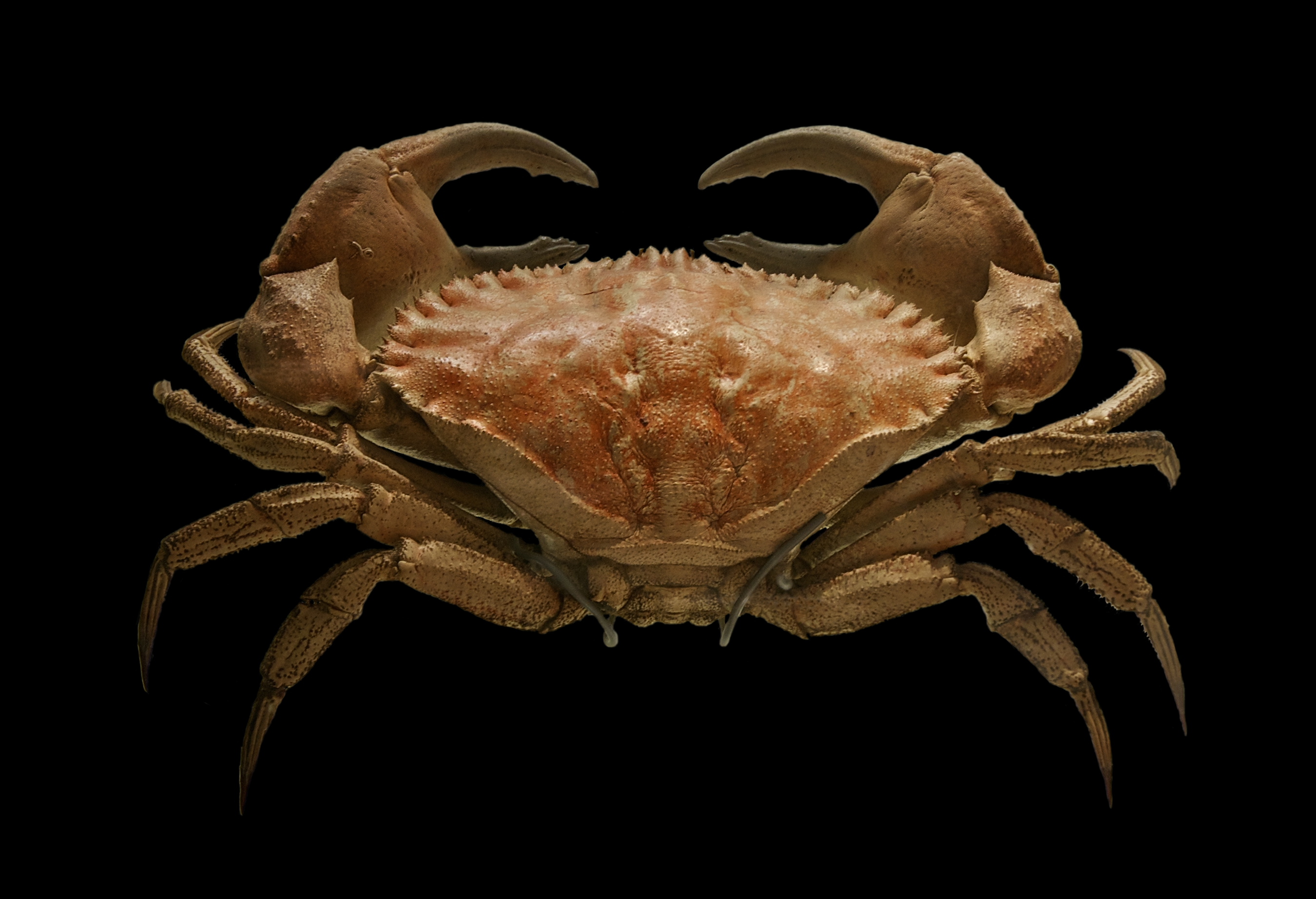
Cancer bellianus

Cancer ist eine Krabbengattung aus der Familie der Taschenkrebse (Cancridae). Die Arten dieser Gattung sind im Pazifik und Atlantik verbreitet. Zu ihr gehört auch der bekannte Taschenkrebs (Cancer pagurus) aus der Nordsee.

## Merkmale
Der Carapax dieser Krabben ist annähernd eiförmig, wobei die Länge 58 % bis 66 % der Breite beträgt. Am vorderen Rand befinden sich fünf kleine Spitzen zwischen den Augenhöhlen. Der Abstand der Augen zueinander beträgt 22 % bis 29 % der Carapaxbreite. Am vorderen Seitenrand des Carapax befinden sich jeweils neun, eher quadratische Zähne, die durch deutliche Spalten voneinander getrennt sind. Diese Zähne sind meist stumpf, können aber auch als kleine Zähnchen verlängert sein. Der hintere Seitenrand ist mehr oder weniger konkav und mit einem Dorn versehen. Der hintere Rand des Carapax ist konvex. Die Ornamentation des Carapax ist undeutlich bis deutlich, die Oberfläche kann glatt oder körnig mit Tuberkeln versehen sein. Auch die Scheren können eine glatte oder körnige Oberfläche besitzen. Sie sind eher kurz und weisen drei bis vier Grate auf. Die Scherenfinger haben große stumpfe Zähne an ihren Innenseiten.

## Verbreitung
Arten von Cancer sind im Litoral des Ostpazifiks an den Küsten Nord- und Südamerikas sowie im nördlichen Atlantik heimisch. Der älteste fossile Fund ist Cancer fujinaensis aus Japan und stammt aus dem Miozän. Man verortet deshalb die Entstehung der Gattung Cancer in den Nordpazifik während des Miozäns. Die Arten verbreiteten sich anschließend über den Nordostpazifik sowohl über den Äquator in den Südostpazifik als auch durch die Panamastraße in den Atlantik.

## Systematik

### Arten
Die Arten von Cancer unterscheiden sich von anderen Taschenkrebsen durch Ornamentation und Form des Carapax. Neben der Morphologie der Scheren ist auch intragenerisch der Carapax, speziell die Form der Zähne am vorderen Seitenrand, das wichtigste Unterscheidungsmerkmal. Die Gattung Cancer umfasst folgende acht rezente sowie drei als Fossile bekannte Arten:
- Cancer bellianus Johnson, 1861
- Cancer borealis Stimpson, 1859
- † Cancer fissus Rathbun, 1908
- † Cancer fujinaensis Sakumoto, Karasawa & Takayasu, 1992
- Cancer irroratus Say, 1817
- Cancer johngarthi Carvacho, 1989
- Taschenkrebs (Cancer pagurus Linnaeus, 1758)
- † Cancer parvidens Collins & Fraaye, 1991
- Cancer plebejus Poeppig, 1836
- Cancer porteri Rathbun, 1930
- Cancer productus J. W. Randall, 1840

### Forschungsgeschichte
Den Begriff „Cancer“ (altgriechisch καρκίνος karkinos „Krebs“) benutzte Carl von Linné in der 10. Auflage der Systema Naturae, um alle seinerzeit bekannten, krabbenartigen Krebstiere zusammenzufassen. Das Taxon Cancer war somit ursprünglich als Synonym zu Crustacea zu verstehen. Mit wachsendem Kenntnisstand über die Diversität von Krebstieren und Krabben war eine Anpassung der Definition von Cancer nötig. Bereits 1802 beschränkte Pierre André Latreille das Taxon auf die heutige Bedeutung als Krabbengattung. Im Jahr 1810 bestimmte er den Taschenkrebs als Typspezies. Auch nach Latreilles Abgrenzung wurden diverse Krebsarten zu Cancer gezählt, weshalb es stetiger Anpassungen bedurfte. J. Dale Nations unterteilte die Gattung im Jahr 1975 in vier Untergattungen, die ihrerseits von Carrie E. Schweitzer und Rodney M. Feldmann im Jahr 2000 als eigenständige Gattungen neben Cancer erachtet wurden: Glebocarcinus, Metacarcinus und Romaleon. Die einst über 30 Arten umfassende Gattung ist somit auf acht bekannte Arten beschränkt. Die Klassifikation von Cancer sowie der Familie der Taschenkrebse ist auch weiterhin in der Diskussion, da molekulargenetische Untersuchungen die heutige Systematik eher nicht stützen.